# 二道水库马项遗址
二道水库马项遗址，位于中国吉林省二道乡马项村，为一个省级文物保护单位，类型为古遗址，公布时间为2007年5月31日。该文物保护单位由吉林市文物管理处管理。
二道水库马项遗址的历史年代为青铜。